# Wiki semântico
Um wiki semântico é uma extensão de um wiki tradicional. Ele combina as tecnologias da web semântica (RDF, OWL, SPARQL, etc.) com a tecnologia e os conceitos dos wikis. Dessa forma, além da navegação por meio de hiperligações, os wikis podem ter uma estrutura que seja interpretada pelas máquinas, possibilitando uma maior eficácia na navegação, na organização, na busca e, consequentemente, no acesso aos conteúdos.
A maioria dos wiki semânticos que estão sendo desenvolvidos possuem suporte para classificação das hiperligações, apresentação dinâmica do conteúdo, busca semântica e mecanismos de deduções.
A classificação das hiperligações permite explicitar o relacionamento que as páginas ligadas possuem por meio de anotações semânticas. Dessa forma, é possível exercer uma navegação mais rica e uma organização mais estruturada dos conteúdos. Alguns sistemas também fazem uso desse recurso apresentando, de forma automática, as ligações das páginas relacionadas à página corrente (geralmente em uma caixa separada). Além disso, o Semantic Mediawiki, por exemplo, possui um recurso chamado "buscas embutidas" que disponibiliza conteúdo dinâmico no local onde uma busca é embutida. Assim, por meio do uso da etiqueta {{#ask:}} e da busca adequada, pode-se, por exemplo, inserir automaticamente os países de um dado continente, na posição onde a instrução foi colocada.
Com as anotações semânticas, alguns dos wikis semânticos também dão suporte a deduções, isto é, mecanismos de inferências onde, por meio das regras e condições pré-definidas na base de dados do wiki, o sistema pode adicionar, de forma automática, conhecimentos implícitos. Entretanto, este recurso pode tornar o sistema mais lento.